# Bluthund (Band)
Bluthund ist eine Crossoverband aus Berlin.

## Bandgeschichte
Bluthund wurde 2020 in Berlin gegründet. Die Band besteht aus vier Mitgliedern, die unter Pseudonym auftreten. Markenzeichen sind weiße Skimasken, mit denen die Band ihre Gesichter verhüllt. Bereits im Gründungsjahr veröffentlichte die Gruppe ihre erste Extended Play StromGitarrenWutRap. Wie der Name der EP andeutet, vermischt die Band deutsche Rap-Texte mit Punk. Verglichen wurde die Band unter anderem mit K.I.Z und Tamas. Feature auf dem Song Wir fackeln alles ab, zu dem auch ein Video gedreht wurde, war The toten Crackhuren im Kofferraum.
Am 29. April 2022 erschien ihr Debütalbum Gefährliches Halbdissen über Odyssey Music Network (Vertrieb: Rough Trade Distribution). Gefördert wurde die Band über Neustart Kultur und Initiative Musik. Auf dem Album sind als Gäste Joakim Brodén (Sabaton), B-Tight, Antifuchs sowie Itchy vertreten.

## Diskografie

### Alben
- 2022: Gefährliches Halbdissen (Odyssey Music Network)
- 2025: Luft nach unten (Eigenproduktion)

### EPs
- 2020: StromGitarrenWutRap (Odyssey Music Network)
- 2025: Leute (feat. Ferris MC)

### Musikvideos/Singles
- 2020: Vibekillah
- 2020: Bye Bye Irokesengesang
- 2020: Soldatinnen & Soldaten
- 2020: Halt die Fresse Ja!!
- 2020: Wir fackeln alles ab (Bluthund x The toten Crackhuren im Kofferraum)
- 2021: Glückssau
- 2021: Hass Hass Hass
- 2021: 1979
- 2021: Wachsamer Nachbar
- 2021: Die Stimme der Kaputten (Bluthund x Antifuchs)
- 2021: Unser Weg (Bluthund x B-Tight)
- 2021: Der sprechende Affe
- 2022: Büro until Rente
- 2022: Bello Ciao (feat. Itchy)
- 2022: Henne oder Ei (feat. Joakim Brodén)
- 2023: 1000 Jahre Regen
- 2024: Und dann steh ich auf
- 2024: MASKENMANNFRAU
- 2024: Beat Braucht Bauch
- 2024: Egal
- 2024: Ohne Mich (feat. ENGST)